# Kinara

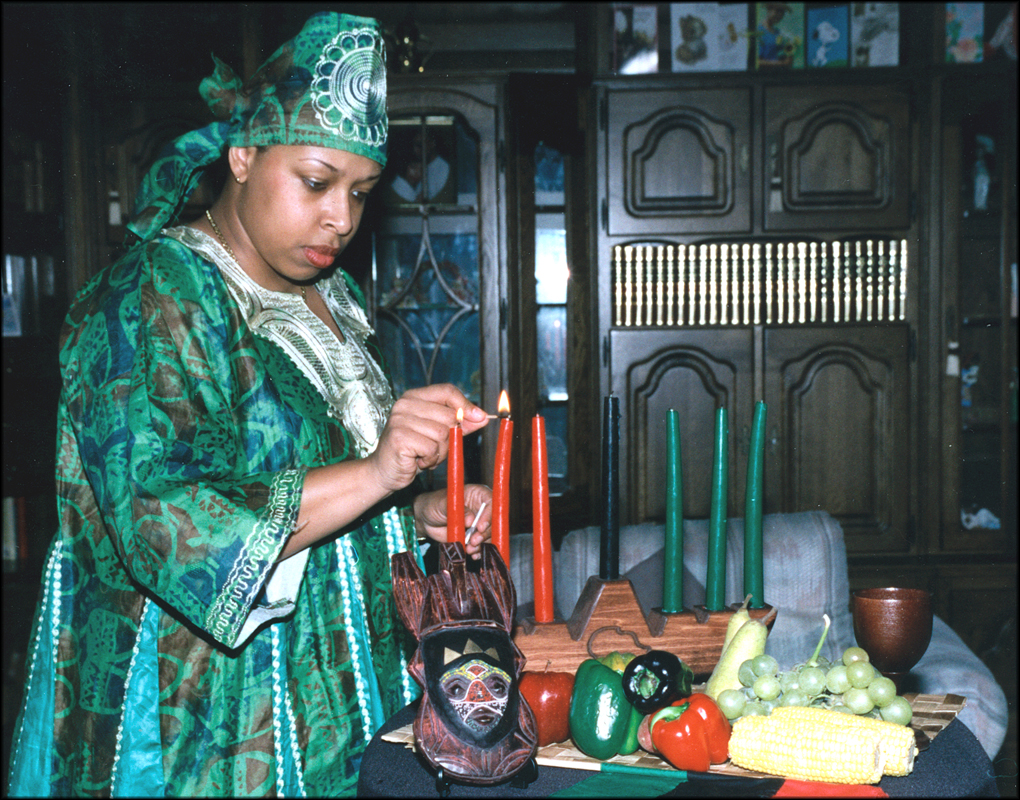
Una dona encén espelmes d'un portaespelmese kinara sobre una taula decorada amb els símbols de Kwanzaa.

El kinara és un portaespelmes de set braços que s'utilitza a les celebracions de Kwanzaa als Estats Units, inspirat i utilitzat per elements de la Menorah (Hanukkah) de nou branques que s'utilitza a les celebracions de Hanukkah.

## Descripció
Durant la setmana-celebració llarga de Kwanzaa, set espelmes són col·locades en el kinara—tres vermelles a l'esquerra, tres verdes a la dreta, i una espelma negra sola en el centre. La paraula kinara és una paraula Swahili que significa suport d'espelmes.
Les set espelmes representen els Set Principis (o Nguzo Saba) de Kwanzaa. Vermell, verd, i el negre són els colors simbòlics de les vacances.
Durant la setmana de Kwanzaa, una espelma nova és encesa en el kinara cada dia. L'espelma negra del centre és encesa primer, i l'enllumenat llavors procedeix d'esquerra a dreta, cada nova espelma encesa correspon al principi d'aquell dia. D'aquesta manera, cada dia de Kwanzaa és dedicat a la contemplació d'un dels Set Principis. El primer ús conegut de la paraula "Kinara" data del 1975.
Cadascuna de les espelmes també té un significat. El negre simbolitza les persones africanes, el vermell la seva lluita, i el verd el futur i esperança que ve de la seva lluita.